# Anomodonts
Els anomodonts (Anomodontia) constitueixen un dels tres grups majors de teràpsids. Durant el Permià mitjà foren un grup molt divers.

## Taxonomia
- Ordre Therapsida
- SUBORDRE ANOMODONTIA
  - Anomocephalus
  - Biseridens
  - Patranomodon
  - Tiarajudens
  - Venjukoviamorpha
    - Família Venyukoviidae
      - Venyukovia
      - Ulemica

    - Família Otsheridae
      - Otsheria
      - Suminia

  - Infraordre Dromasauria
    - Família Galeopidae

  - Infraordre Dicynodontia
    - Família Eodicynodontidae
    - Colobodectes
    - Família Endothiodontidae
    - Pristerodontia
      - Família Pristerodontidae
      - Família Oudenodontidae
      - Família Aulacocephalodontidae
      - Familia Lystrosauridae
      - Família Dicynodontidae
      - Superfamília Kannemeyeriiformes
        - Família Shansiodontidae
        - Família Stahleckeriidae
        - Família Kannemeyeriidae

    - Diictodontia
      - Família Pylaecephalidae
        - Diictodon
        - Eosimops
        - Prosictodon
        - Pylaecephalus
        - Robertia

      - Superfamília Emydopoidea
        - Família Emydopidae
        - Família Cistecephalidae

    - Kingorioidea
      - Família Kingoriidae